# スター音楽学院
スター音楽学院（スターおんがくがくいん）は、TBSラジオ、大沢悠里のゆうゆうワイド番組内で『大沢悠里とさこみちよのカラオケ道場』として1995年7月に開設された。受講生に元TBSアナウンサーの鈴木史朗。講師に元東京放送ホールディングス常務、稲生二平が在籍する。

## 沿革
- 1995年7月　「TBSラジオカラオケ道場」赤阪TBSラジオのスタジオを会場に設立。
- 2003年1月　「TBS RADIO赤阪ミュージックスクール[4]」と名称変更し渋谷区代々木に校舎を移転。
- 2003年1月　認定講師養成講座開設。オリジナル曲制作プロジェクト開設。新レーベル「タリアセンレコード」開設。
- 2006年7月　「スター音楽学院」と名称変更。
- 2009年1月　認定講師養成講座 通信コース開設。
- 2013年4月　スター音楽学院　京都校開設。

## 学科
認定講師養成講座
- 講師養成通学コース　東京校、京都校
- 講師養成通信コース

カラオケボーカル科
- カラオケボーカルコース
- プレミアムコース京都
- プレミアムコース東京

ボイストレーニング科
- ポピュラーボイストレーニング

アンプラグドボーカル科
- フォーク弾き語りコース

オリジナル曲制作プロジェクト